# Rubus marschallianus
Rubus marschallianus är en rosväxtart som beskrevs av Sergei Vasilievich Juzepczuk. Rubus marschallianus ingår i släktet rubusar, och familjen rosväxter. Inga underarter finns listade i Catalogue of Life.